# クアッラータ
クアッラータ (伊: Quarrata) は、イタリア共和国トスカーナ州ピストイア県にある、人口約27,000人の基礎自治体（コムーネ）。

## 地理

### 位置・広がり

#### 隣接コムーネ
隣接するコムーネは以下の通り。括弧内のPOはプラート県、FIはフィレンツェ県所属を示す。
- アリアーナ
- カルミニャーノ (PO)
- ランポレッキオ
- ピストーイア
- プラート (PO)
- セッラヴァッレ・ピストイエーゼ
- ヴィンチ (FI)

### 気候分類・地震分類
クアッラータにおけるイタリアの気候分類 (it) および度日は、zona D, 1691 GGである。
また、イタリアの地震リスク階級 (it) では、zona 3 (sismicità bassa) に分類される。

## 行政

### 分離集落
クアッラータには以下の分離集落（フラツィオーネ）がある。
- Barba, Buriano, Campiglio, Caserana, Casini, Catena, Colle, Ferruccia, Forrottoli, Lucciano, Montemagno, Montorio, Olmi, Santonuovo, Tizzana, Valenzatico, Vignole

## 姉妹都市
- ヴァスルイ、ルーマニア
- Agounit、サハラ・アラブ民主共和国